# IC 4333
IC 4333 ist eine spiralförmige Edge-On-Galaxie vom Hubble-Typ S0 im Sternbild Oktant am Südsternhimmel. Sie ist schätzungsweise 114 Millionen Lichtjahre von der Milchstraße entfernt und hat einen Durchmesser von etwa 55.000 Lj. 
Das Objekt wurde am 13. Juni 1901 von DeLisle Stewart entdeckt.